# Championnat du Nigeria de football 2021-2022
Navigation
Saison précédente Saison suivante
La saison 2021-2022 du Championnat du Nigeria de football est la trente-deuxième édition de la première division professionnelle au Nigeria, la Premier League. Les équipes se rencontrent deux fois au cours de la saison, à domicile et à l'extérieur. Les quatre derniers sont relégués dans la National League, la deuxième division nigériane.
A l'issue de la saison, le Rivers United remporte son premier titre de champion du Nigeria en terminant à la première place.

## Les clubs participants
- Abia Warriors FC
- Akwa United FC
- Plateau United
- Rivers United
- Enugu Rangers
- Enyimba FC
- Katsina United
- Heartland FC
- Kano Pillars
- Lobi Stars FC
- Nasarawa United FC
- Sunshine Stars FC
- MFM FC
- Wikki Tourists
- Kwara United Football Club
- Dakkada FC
- Niger Tornadoes FC - promu de D2
- Shooting Stars SC - promu de D2
- Remo Stars FC - promu de D2
- Gombe United FC - promu de D2

## Compétition
Le barème de points servant à établir le classement se décompose ainsi :
- Victoire : 3 points
- Match nul : 1 point
- Défaite : 0 point

### Classements
| Rang | Équipe                     | Pts  | J  | G  | N  | P  | Bp | Bc | Diff |
| ---- | -------------------------- | ---- | -- | -- | -- | -- | -- | -- | ---- |
| 1    | Rivers United              | 77   | 38 | 23 | 8  | 7  | 58 | 24 | +34  |
| 2    | Plateau United             | 67   | 38 | 21 | 4  | 13 | 50 | 29 | +21  |
| 3    | Remo Stars FC P            | 62   | 38 | 18 | 8  | 12 | 43 | 26 | +17  |
| 4    | Kwara United Football Club | 58   | 38 | 17 | 7  | 14 | 43 | 45 | -2   |
| 5    | Enugu Rangers              | 56   | 38 | 15 | 11 | 12 | 41 | 30 | +11  |
| 6    | Nasarawa United FC         | 53   | 38 | 15 | 8  | 15 | 42 | 48 | -6   |
| 7    | Enyimba FC                 | 52   | 38 | 15 | 7  | 16 | 39 | 36 | +3   |
| 8    | Gombe United FC P          | 52   | 38 | 14 | 10 | 14 | 39 | 39 | 0    |
| 9    | Akwa United FC T           | 52   | 38 | 13 | 13 | 12 | 35 | 36 | -1   |
| 10   | Wikki Tourists FC          | 52   | 38 | 15 | 7  | 16 | 34 | 35 | -1   |
| 11   | Sunshine Stars FC          | 51   | 38 | 14 | 9  | 15 | 30 | 30 | 0    |
| 12   | Niger Tornadoes FC P       | 51   | 38 | 15 | 6  | 17 | 32 | 38 | -6   |
| 13   | Abia Warriors FC           | 50   | 38 | 13 | 11 | 14 | 50 | 44 | +6   |
| 14   | Dakkada FC                 | 49   | 38 | 15 | 4  | 19 | 42 | 49 | -7   |
| 15   | Lobi Stars FC              | 49   | 38 | 14 | 7  | 17 | 36 | 48 | -12  |
| 16   | Shooting Stars SC P        | 48   | 38 | 12 | 12 | 14 | 41 | 45 | -4   |
| 17   | Katsina United             | 48   | 38 | 15 | 3  | 20 | 34 | 42 | -8   |
| 18   | Heartland FC               | 47   | 38 | 13 | 8  | 17 | 32 | 48 | -16  |
| 19   | Kano Pillars               | 45-6 | 38 | 15 | 6  | 17 | 32 | 36 | -4   |
| 20   | MFM                        | 36   | 38 | 9  | 9  | 20 | 26 | 51 | -25  |

|  | Qualification pour la Ligue des champions de la CAF 2022-2023                            |
|  | Qualification pour la Coupe de la confédération 2022-2023                                |
|  | Relégation en National League                                                            |
|  | T : Tenant du titre C : Vainqueur de la Coupe du Nigeria P : Promu de la National League |

- La Coupe du Nigeria se terminant après la date limite d'inscription aux compétitions continentales, c'est le 4e qui est qualifié pour la Coupe de la confédération 2022-2023, ce qui provoque le boycott de la Coupe du Nigeria des équipes quart de finalistes[2].

## Bilan de la saison
| Championnat du Nigeria de football 2021-2022 |                            |
| Champion                                     | Rivers United (1er titre)  |
| Coupes et trophées                           |                            |
| Vainqueur de la Coupe du Nigeria 2021-2022   | arrêté                     |
| Qualifications continentales                 |                            |
| Ligue des champions de la CAF 2022-2023      | Rivers United              |
| Ligue des champions de la CAF 2022-2023      | Plateau United             |
| Coupe de la confédération 2022-2023          | Remo Stars FC              |
| Coupe de la confédération 2022-2023          | Kwara United Football Club |
| Promotions et relégations                    |                            |
| Promus en Premier League                     |                            |
| Relégués en National League                  | Katsina United             |
| Relégués en National League                  | Heartland FC               |
| Relégués en National League                  | Kano Pillars               |
| Relégués en National League                  | MFM Football Club          |